# STX
株式會社STX（諺文：주식회사 STX）是一家從事貿易的韓國控股公司。總部位於韓國慶尚南道，公司的業務分為貿易和船舶維修兩個部分。貿易部分提供運輸和煤炭、石油、鋼鐵等能源材料。船舶維修部分提供貨物管理、船舶技術、保險、船員管理和其他相關服務 。
公司最早作為雙龍集團的關聯公司雙龍重工業株式會社（諺文：쌍용중공업 주식회사）為名創建於1976年。在經歷始於1997年的亞洲經濟危機后，公司在2001年5月開始將企業名改為株式會社STX，此後透過多輪並購交易，集團公司成為韓國國內財閥之一。
該集團在韓國當地曾擁有STX海洋造船、STX泛洋海運、STX重工、STX發動機和STX能源等五家子公司，這些公司都透過集團公司於2004年成立的控股公司STX持股控制。
STX海洋造船為當時世界第4大造船廠，2008年為了豐富產品線收購挪威阿克船廠。後STX造船海洋在2016年6月為了避免破產清算，向韓國首爾破產法院申請接管，法院於2017年7月3日結束接管。
自2013年5月起始，株式會社STX及關聯公司經與債權團自律協商，從集團公司層面對集團作結構調整。2013年10月，集團董事長姜德壽辭職，集團公司進入實際解散程序。2014年，集團公司解散完成。
2016年6月22日，原集團公司總部STX南山塔被出售給LG集團，隨後被更名為LG首爾站大廈。

## 外部連結
- STX集團（页面存档备份，存于）
- Gyeongnam FC K-League Pro-Soccer Team